# Leptoconops dissimilis
Leptoconops dissimilis är en tvåvingeart som beskrevs av Clastrier 1975. Leptoconops dissimilis ingår i släktet Leptoconops och familjen svidknott. Inga underarter finns listade i Catalogue of Life.